# Cynosurus elegans
Espèce
Synonymes
- Chrysurus paradoxus Sommier
- Chrysurus gracilis (Viv.) Moris
- Chrysurus elegans (Desf.) P.Beauv.
- Chrysurus effusus (Link) P.Beauv.

Cynosurus elegans est une espèce de plantes à fleurs de la famille des Poaceae.
Elle est trouvée dans le sud de l'Europe, dans le nord de l'Afrique, au Moyen-Orient et au Turkménistan.
Il existe plusieurs sous-espèces:
- Cynosurus elegans elegans
- Cynosurus elegans gracilis Desf.
- Cynosurus elegans obliquatus (Link) Batt & Trabut
- Cynosurus elegans polybracteatus

## Publication originale
- René Desfontaines, 1798. Flora Atlantica sive Historia Plantarum, quae in Atlante, agro Tunetano et Algeriensi crescunt, 1:82, t. 17.